# 比瓦尼
比瓦尼（Bhiwani），是印度哈里亚纳邦皮瓦尼县的一个城镇。总人口169424（2001年）。

## 人口
该地2001年总人口169424人，其中男性91726人，女性77698人；0—6岁人口21528人，其中男11893人，女9635人；识字率69.19%，其中男性为75.53%，女性为61.70%。